# Praravinia mollis
Praravinia mollis är en måreväxtart som beskrevs av Cornelis Eliza Bertus Bremekamp. Praravinia mollis ingår i släktet Praravinia och familjen måreväxter. Inga underarter finns listade i Catalogue of Life.